# Old National Park Service Housing Historic District
 (juin 2020).
L'Old National Park Service Housing Historic District est un district historique dans le comté de Garfield, dans l'Utah, aux États-Unis. Situé au sein du parc national de Bryce Canyon, il est inscrit au Registre national des lieux historiques depuis le 25 avril 1995.